# Leidseplein
Leidseplein es una plaza de la ciudad de Ámsterdam. Está situada al sudoeste del centro histórico, próxima al canal Singel. Limita con las calles Marnixstraat, Kleine-Gartmanplantsoen y el Singelgracht.

## Historia
La plaza data de 1660, época de construcción del grachtengordel (cinturón de canales en cuarta ampliación). La Leidseplein toma su nombre de la Leidsepoort, que estuvo allí hasta 1862 y era el inicio del camino hacia Leiden. La plaza, al igual que la Haarlemmerplein y Weesperplein, fue concebida como una «plaza de carruajes», en la que los visitantes extranjeros podían aparcar sus carros antes de continuar hacia la ciudad.

## Entretenimiento
Es uno de los centros de vida nocturna más animados de la ciudad. En sus alrededores se pueden encontrar numerosos bares, restaurantes, teatros y cines. Desde 1988, el Festival Internacional de Documentales de Ámsterdam se lleva a cabo en esta plaza.